# Suzanne de Mayère
Suzanne de Mayère (ur. 1909 w Brukseli, zm. ?) – belgijska pianistka, laureatka XV nagrody na II Międzynarodowym Konkursie im. Fryderyka Chopina (1932).
Belgijska artystka otrzymała XV nagrodę (nagrodę publiczności) na przeprowadzonym w marcu 1932 Konkursie Chopinowskim. Na temat jej gry zachowały się recenzje kompozytora Felicjan Szopski w "Kurierze Warszawskim". De Mayère grała przed warszawską publicznością obok utworów Chopina (m.in. Scherzo cis-moll) — w koncercie laureatów — sonaty Josepha Haydna i Ludwiga van Beethovena oraz dzieła Siergieja Prokofjewa i Claude'a Debussy'ego.
Po konkursie występowała we Lwowie i w Katowicach, a w 1934 dawała koncerty w rodzinnej Brukseli. Dalsze jej losy, jak również bliższe dane biograficzne, nie są znane.